# غيلبرت جي. كولينز
غيلبرت جي. كولينز (بالإنجليزية: Gilbert G. Collins)‏ هو سياسي أمريكي، ولد في 1830 في مقاطعة إسكس في الولايات المتحدة، وتوفي في 1885.